# Robert Houghwout Jackson
Robert Houghwout Jackson (Spring Creek, 13 febbraio 1892 – Washington, 9 ottobre 1954) è stato un giudice e politico statunitense.
Le sue arringhe al Processo di Norimberga sono considerate un capolavoro dell'arte oratoria.

## Biografia
Nato nello stato di Pennsylvania, crebbe in Frewsburg, New York, per poi studiare alla Frewsburg High School, che terminò con successo nel 1909. Inoltre studiò al Jamestown High School a Jamestown e alla Albany Law School ad Albany. Fra le cause importanti a cui ha collaborato la causa Dennis contro Stati Uniti e il caso Brown contro Board of Education di Topeka.
Avvocato generale degli Stati Uniti d'America dal 1938 al 1940, divenne il 58º procuratore generale degli Stati Uniti sotto il presidente degli Stati Uniti d'America Franklin Delano Roosevelt. Durante il Processo di Norimberga fu il Procuratore Capo, insieme al britannico Hartley Shawcross. Le quattro nazioni vincitrici della guerra (Stati Uniti, Inghilterra, Francia e Unione Sovietica) indicarono i seguenti magistrati giudicanti:
- Geoffrey Lawrence (britannico, giudice e presidente)
- Francis Beverley Biddle (statunitense, giudice)
- Henri Donnedieu de Vabres (francese, giudice)
- Iona Nikitchenko (sovietico, giudice)

Fu membro della Massoneria.
Nel 1941 fu nominato giudice della Corte Suprema, carica da cui fu sospeso dal 1945 al 1946 per il processo di Norimberga, e che poi riprese fino alla morte.
Si spense il 9 ottobre 1954 a seguito di un infarto miocardico acuto.